# تريمينة ماركيساسية
تريمينة ماركيساسية (الاسم العلمي: Trimenia marquesensis) هي نوع نباتي يتبع جنس التريمينة من فصيلة التريمينية.